# غوردون سيدني هارينجتون
غوردون سيدني هارينجتون هو سياسي كندي، ولد في 7 أغسطس 1883 في كندا، وتوفي بنفس المكان في 4 يوليو 1943. حزبياً، نشط في جمعية المحافظين التقدمية لنوفا سكوشا. وقد انتخب عضو مجلس نواب نوفا سكوتيا (22 أغسطس 1933 – 20 يونيو 1937) وانتخب عضو مجلس نواب نوفا سكوتيا (25 يونيو 1925 – 22 أغسطس 1933) وانتخب رئيس وزراء نوفا سكوتيا ‏ (11 أغسطس 1930 – 5 سبتمبر 1933).